# Galeno del Mal
Galeno del Mal (nacido el 20 de agosto de 2001) es un luchador profesional mexicano que compite en International Wrestling Revolution Group (IWRG) y en el circuito independiente. Su nombre real no lo comparte con orgullo contrario a otros luchadores, donde sus vidas privadas se mantienen en secreto para los fanáticos de la lucha.

## Carrera

### Circuito independiente (2018-presente)
Galeno del Mal hizo su debut bajo ese nombre a los 17 años el día de Navidad de 2018 en la Arena Azteca Budokan, una arena más pequeña en Ciudad Nezahualcóyotl, luchando junto a su hermano El Hijo de Dr. Wagner Jr. y su tío Extassis. Con una estatura y un físico mucho más grandes en comparación con la mayoría de los luchadores, y a través de su conexión familiar, recibió mucha atención casi de inmediato. Hizo su debut para International Wrestling Revolution Group (IWRG) en enero de 2019. Durante la primera mitad de 2019 también trabajaría para Kaoz Lucha Libre en Monterrey, Generación XXI en el área de Guanajuato / Querétaro y varios shows puntuales para Lucha Libre AAA Worldwide (AAA).
Continuó luchando en combates de alto perfil en la escena independiente de la Ciudad de México durante 2020 y 2021. En 2022 comenzaría a trabajar para Big Lucha, una promoción dirigida por Bandido.
En la Caravana de Campeones de la IWRG, el 27 de agosto de 2022, Galeno derrotó a Oficial AK-47 para convertirse en el nuevo Campeón Peso Pesado Intercontinental de la IWRG, y también se convirtió en el campeón de peso pesado más joven hasta la fecha.
El 11 de noviembre, en el evento Big Lucha Face 2 Face, salvó a Jack Evans y sus secuaces después de que Bandido, Komander y Gravity atacaran, convirtiéndose en face. Después se uniría al recién anunciado stable de Bandido, Los Golden Guns, junto a Bandido, Komander, Gravity y Rey Horus.
Después de hacer su debut en los Estados Unidos en un show de Big Lucha/Galli en Chicago, el 21 de enero de 2023 fue anunciado para Gleat en Japón. Hizo su debut en el evento G Prowrestling Ver. 43 el 12 de febrero en Osaka. Junto con Kazma Sakamoto y Quiet Storm, el equipo de Galeno derrotó a Cima, T-Hawk y El Lindaman.
Durante la WrestleCon 2023 en Los Ángeles, Galeno haría equipo con Rey Horus y Aramis para derrotar al equipo de Arez, Laredo Kid y Látigo en el Mark Hitchcock Memorial Supershow en el Globe Theatre el 30 de marzo.

## Vida personal
Galeno del Mal es parte de la familia de luchadores Wagner y Moreno. Es hijo del Dr. Wagner Jr. y Rossy Moreno. Su nombre en el ring se traduce como Doctor Malvado, que también era un apodo usado por su padre y abuelo, el Dr. Wagner. Su nombre real no es un asunto de registro oficial ya que es un "enmascarado", lo que según las tradiciones de la "lucha libre" significa que su vida personal se mantiene en secreto del público en general.
Terminó la escuela secundaria por consejo de sus padres, pero ambos apoyaron su decisión de dedicarse a la lucha libre profesional.

## Campeonatos y logros
- International Wrestling Revolution Group
  - Campeonato Intercontinental de Peso Completo de IWRG (1 vez)[12]

- PCW ULTRA
  - PCW ULTRA Heavyweight Championship (1 vez)

- The Crash
  - Campeonato en Parejas de The Crash (1 vez) – con El Hijo de Dr. Wagner Jr.[13]

- Pro Wrestling NOAH
  - GHC National Championship (1 vez)

- Pro Wrestling Illustrated
  - Situado en el N°329 en los PWI 500 de 2024[14]